# Josephine Johnson
Josephine Winslow Johnson (Kirkwood, 20 giugno 1910 – Batavia, 27 febbraio 1990) è stata una scrittrice statunitense, ricordata soprattutto per il romanzo Ora che è novembre, Premio Pulitzer nel 1935.

## Biografia
Josephine Winslow Johnson nacque a Kirkwood, nel Missouri. Frequentò la Università Washington a Saint Louis nel periodo 1926-1931, senza conseguire tuttavia alcun diploma. Ritornò in famiglia e si trasferì dalla madre a Webster Groves; qui iniziò a scrivere racconti che furono pubblicati in diverse riviste letterarie. Nel 1934, ad appena 24 anni di età, fu pubblicato il suo primo romanzo: Ora che è novembre (Now in November). Sul momento fu paragonata a Emily Dickinson e ad Emily Brontë e il romanzo l'anno successivo ottenne il prestigioso Premio Pulitzer battendo Tenera è la notte di Scott Fitzgerald. Josephine Johnson continuò a scrivere, ma non ottenne più il successo del suo primo romanzo; anzi, quattro anni dopo il suo editore, Simon & Schuster, rifiutò di pubblicarle il suo nuovo romanzo, Jordanstown. Grazie ai suoi racconti, tuttavia, vinse alcune volte il Premio O. Henry.
Nel 1942 Josephine Johnson sposò Grant G. Cannon, redattore capo di Farm Quarterly, una rivista di agricoltura, e visse dapprima ad Iowa City; nel 1947 la famiglia si trasferì nella Contea di Hamilton (Ohio) e, dieci anni dopo, in una fattoria nei pressi di Cincinnati. Nel 1970 la Washington University in St. Louis gli conferì la laurea honoris causa in Humane Letters. Quando la Johnson morì, all'età di 79 anni, un necrologio apparso sul New York Times ricordò soprattutto i suoi interessi in campo ambientalista.

## Opere
- Now in November (romanzo, 1934), Premio Pulitzer nel 1935. Edizione in lingua italiana: Ora che è novembre; traduzione di Beatrice Masini, Milano: Romanzo Bompiani, 2016, ISBN 978-88-452-8278-2
- Winter Orchard and Other Stories (raccolta di racconti, 1936)
- Jordanstown (romanzo, 1937)
- Year's End (versi, 1939)
- Paulina Pot (libro per l'infanzia, 1939)
- Wildwood (romanzo, 1947)
- The Dark Traveler (romanzo, 1963). Edizione in lingua italiana: Il viaggiatore oscuro; traduzione Stella Sacchini, Roma: Del Vecchio, 2015, ISBN 978-88-6110-132-6
- The Sorcerer's Son and Other Stories (raccolta di racconti, 1965)
- The Inland Island (saggi, 1969)
- Seven Houses: A Memoir of Time and Places (autobiografia, 1973)
- The Circle of Seasons (Testo al libro fotografico di Dennis Stock, 1974)

## Name
1. 1 2 3  Josephine Johnson. In: Ohioiana Authors, WOSU: Ohioiana Library, 2010
2. 1 2  Tommaso Pincio, «Nel Midwest il giovane bracciante scompiglia i sensi di tre sorelle», Tuttolibri del 14 gennaio 2017, p. 3
3. 1 2  Josephine Johnson, Awards and Honors
4. ↑  Gerald C. Fraser, «Josephine Johnson, Nature Writer, Poet And Novelist, 79 (obituary)», The New York Times del 2 marzo 1990